# Maniitsoq
Maniitsoq (Manîtsoĸ avant 1973, anciennement Sukkertoppen en danois) est une commune groenlandaise située dans la municipalité de Qeqqata. Par sa population, Maniitsoq constitue la 6e ville du Groenland avec 2 715 habitants en 2012.
Jusqu'au 31 décembre 2008, elle était le chef-lieu de la municipalité de Maniitsoq. Depuis le 1er janvier 2009, elle appartient à la nouvelle municipalité de Qeqqata.
Cette région du sud-ouest du Groenland porte les vestiges d’un cratère d'impact d'un géocroiseur d'environ 30 km tombé il y a 3 milliards d’années environ.

## Histoire
La ville fut bâtie sous le nom de Sukkertoppen en 1755, sur le site de Kangaamiut, et fut déplacée à l’emplacement actuel en 1782.
Le 30 juillet 2013 un record de température de Groenland est enregistré à Maniitsoq avec 25,9 °C.

## Population
Avec 2 715 habitants en 2013, Maniitsoq a connu un déclin de sa population sur une longue période. La ville a perdu près de 15 % de sa population par rapport au niveau de 1990, et de près de 9 % par rapport au niveau de l'an 2000.
Les migrants originaires des villes plus petites, comme Kangaamiut choisirent de migrer vers Sisimiut, ou encore vers la capitale Nuuk, et même parfois au Danemark, plutôt que rester à Maniitsoq.

Kangerlussuaq et Sisimiut sont les seuls établissements dans la municipalité de Qeqqata présentant des modèles de croissance stables au cours des deux dernières décennies.

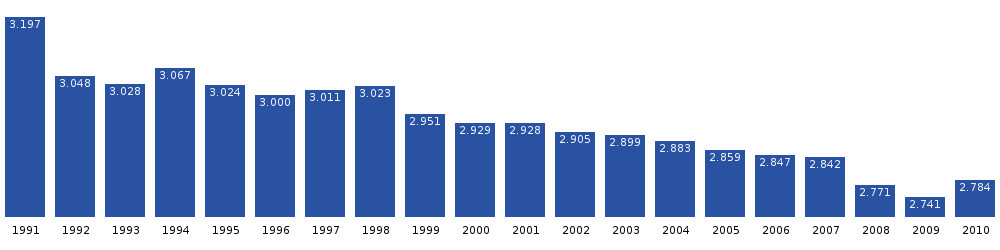
Évolution de la population de Maniitsoq, 1991-2010. Source: Statistic Greenland

## Transport
Maniitsoq est un port d’escale pour les navires de l’Arctic Umiaq Line.
La ville est également desservie par l’aéroport de Maniitsoq, avec des connexions directes à Nuuk, Kangerlussuaq et Sisimiut.

## Sport
Les clubs de football de Kâgssagssuk et d’Aqigssiaq se trouvent à Maniitsoq.

## Géologie
En juillet 2012, l'existence d'un large cratère dont le centre se trouve au sud-est de Maniitsoq a été présenté par des chercheurs du Centre de recherches géologiques du Danemark et du Groenland (GEUS), en collaboration avec des membres de l'Université de Cardiff, de l'Université de Lund en Suède, ainsi que de l'Institut pour les sciences planétaires de Moscou.
L'âge de formation de ce cratère est évalué à trois milliards d'années.
Traduction d'un extrait du résumé de l'article scientifique : « Une région d'une centaine de km de large [...] centrée sur 65°15′N, 51°50′W près de la ville de Maniitsoq dans l'ouest du Groenland comprend un ensemble de formations géologiques inhabituelles créées au cours d'un unique évènement impliquant une intense compression et un chauffage. Il n'est pas compatible avec des procédés orogéniques de la croûte terrestre. Les éléments de la structure de Maniitsoq actuellement exposés étaient enfouis à 20-25 km sous la surface lorsque l'évènement a eu lieu, il y a 3 milliards d'années ».
S'il se confirme que c'est un cratère d'impact, ce cratère pourrait être plus vieux que d'autres cratères d'impact tels que le cratère de Suavjärvi (en) en Russie, vieux de 2,4 milliards d'années et beaucoup plus petit, ou encore le cratère de Vredefort en Afrique du Sud, âgé de 2,0 milliards d'années.

## Industrie
Des projets avancés de construction d'une usine de fonte d'aluminium par Alcoa sont évoqués à Maniitsoq ou Sisimiut. L'usine emploierait de 600 à 700 personnes soit 1 % de la population groenlandaise. En raison de l'impact de cette décision sur la ville, une large consultation publique a été menée de 2008 à 2010 par les autorités de la ville ainsi que le Gouvernement Groenlandais afin de répondre aux préoccupations sociales et environnementales possibles. En 2018, aucune décision définitive n'a été prise.

## Littérature
Le roman Les Prophètes du fjord de l'Éternité (2012) de Kim Leine se déroule surtout à Supperkoppen et Igdlut.